# 태풍 네삿 (2011년)
태풍 네삿(태풍 번호: 1117, JTWC 지정 번호: 20W, 국제명: NESAT)는 2011년 북서태평양에서 발생한 17번째 태풍으로 태풍이 직접 상륙한 필리핀에 막대한 피해를 냈다. 네삿은 캄보디아에서 제출하였으며, 낚시를 의미한다.

## 태풍의 진행

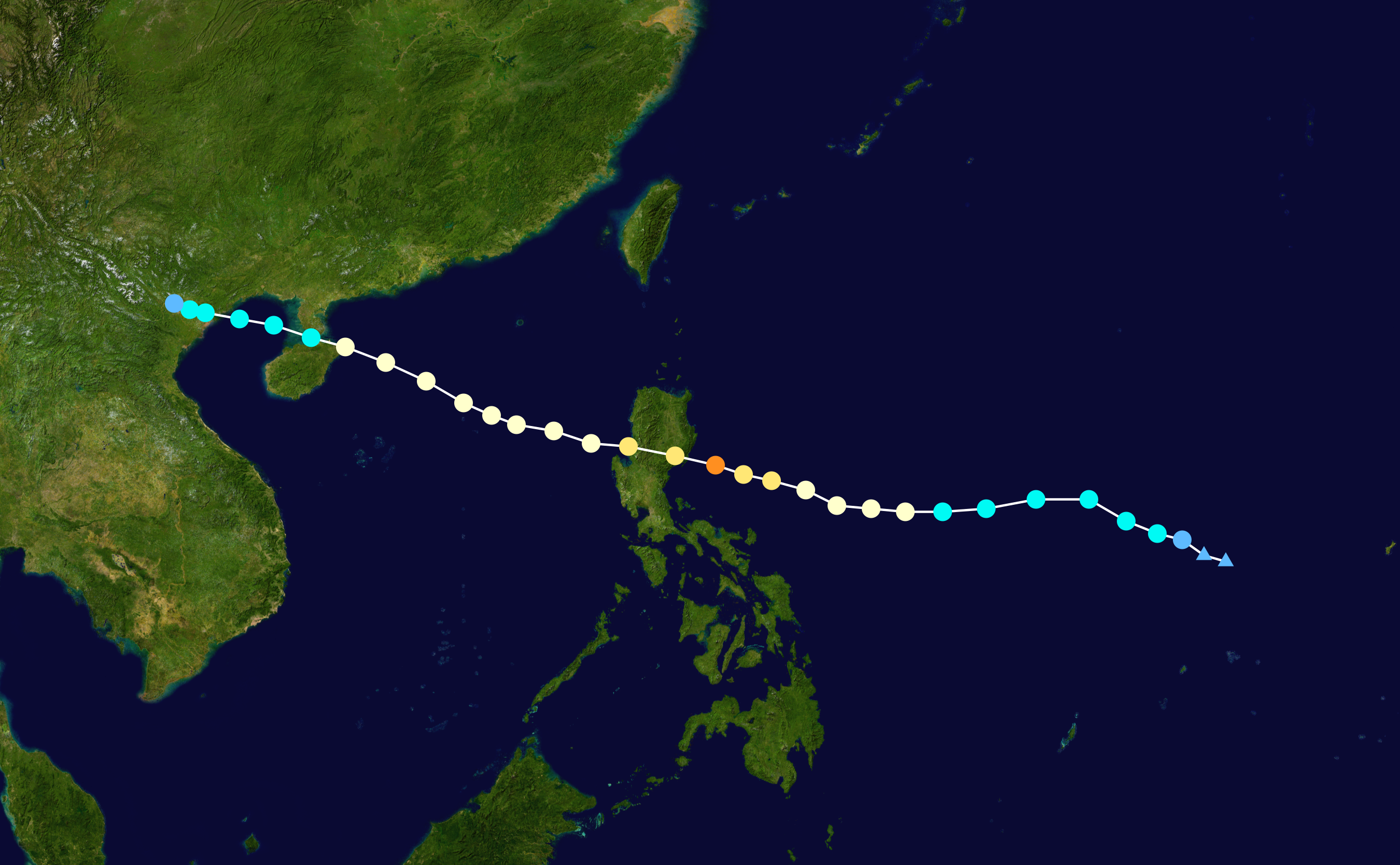
태풍 네삿의 이동 경로

9월 21일미국 괌 부근에서 움직이던 열대요란이 열대저기압으로 발달하였다. 이 열대저기압은 얼마 안가 9월 24일 오전 10시에 중심기압 1000 hPa, 최대풍속 18 m/s, 강풍반경 200 km의 제 17호 태풍 네삿으로 지정되었다. 이 태풍은 계속 서진하면서 발달하였고 발생 2일후 중심기압 965 hPa, 최대풍속 38 m/s, 강풍반경 350 km의 강한 중형태풍으로 발달하였다. 그리고 태풍은 더욱 발달하면서 최성기인 중심기압 950 hPa, 최대풍속 43 m/s, 강풍반경 430 km의 세력으로 필리핀 동부해안에 다다랐다. 중심기압 960 hPa, 최대풍속 140 km/h (40 m/s), 강풍반경 360 km의 세력으로 필리핀에 상륙하였고 또다시 필리핀을 빠져나와 남중국과 베트남으로 직행하기 시작하였다. 해수면온도가 따뜻한 남중국해로 진입하면서 중심기압 970 hPa, 최대풍속 36 m/s, 강풍반경 320 km에서 중심기압 965 hPa, 최대풍속 38 m/s, 강풍반경 420 km로 재발달하였고 하이난 섬과 베트남을 차례로 강타한 뒤 약화되어 10월 1일 오전 5시에 베트남 하노이 상륙후 1004 hPa의 열대저기압으로 약화되었다. 태풍이 직접 상륙한 필리핀 루손 섬에서는 큰 피해가 발생하였다.

### 태풍의 일생 요약
- 9월 23일 열대저기압(TD) 발생
- 9월 24일 오전 10시 열대폭풍(TS) 발달, 태풍 네삿으로 명명
- 9월 25일 강한 열대폭풍(STS)로 발달
- 9월 26일 오전 10시 태풍(TY)로 발달
- 9월 27일 중심기압 950 hPa, 최대풍속 43 m/s를 기록, 최성기가 됨, 필리핀 상륙직전
- 9월 27일 오전 10시 필리핀 루손 섬 마닐라 부근 상륙
- 9월 28일 오후 3시 필리핀 관통 후 중심기압 970 hPa, 최대풍속 36 m/s까지 약화
- 9월 29일 오전 3시 중심기압 965 hPa, 최대풍속 38 m/s, 강풍반경 420 km로 재발달
- 9월 29일 오후 9시 중심기압 970 hPa, 최대풍속 36 m/s, 강풍반경 400 km로 통킹 만 진출
- 9월 30일 오후 9시 중심기압 998 hPa, 최대풍속 18 m/s, 강풍반경 180 km까지 약화된채로 베트남 상륙
- 10월 1일 오전 5시 30분 베트남 하노이 북쪽 약 10 km부근 상륙후 1004 hPa의 열대저기압으로 약화

## 피해

### 필리핀
- 16명 사망
- 271명 부상

## 같이 보기
- 2011년 태풍